# Parapurcellia peregrinator
Purcellia peregrinator is een hooiwagen uit de familie Pettalidae.